# Patinação de velocidade nos Jogos Olímpicos de Inverno de 1988
A patinação de velocidade(pt-BR) ou patinagem de velocidade(pt-PT?) nos Jogos Olímpicos de Inverno de 1988 consistiu de cinco eventos para homens e cinco para mulheres. As provas foram realizadas no Olympic Oval em Calgary, no Canadá, entre 14 e 28 de fevereiro de 1988.
Os 5000 metros para mulheres foi integrado ao programa olímpico a partir desta edição.

## Medalhistas
Masculino
| Evento                | Ouro                                 | Prata                              | Bronze                               |
| --------------------- | ------------------------------------ | ---------------------------------- | ------------------------------------ |
| 500 metros detalhes   | Uwe-Jens Mey GDR Alemanha Oriental   | Jan Ykema NED Países Baixos        | Akira Kuroiwa JPN Japão              |
| 1000 metros detalhes  | Nikolay Gulyayev URS União Soviética | Uwe-Jens Mey GDR Alemanha Oriental | Igor Zhelezovski URS União Soviética |
| 1500 metros detalhes  | André Hoffmann GDR Alemanha Oriental | Eric Flaim USA Estados Unidos      | Michael Hadschieff AUT Áustria       |
| 5000 metros detalhes  | Tomas Gustafson SWE Suécia           | Leo Visser NED Países Baixos       | Gerard Kemkers NED Países Baixos     |
| 10000 metros detalhes | Tomas Gustafson SWE Suécia           | Michael Hadschieff AUT Áustria     | Leo Visser NED Países Baixos         |

Feminino
| Evento               | Ouro                                       | Prata                                      | Bronze                             |
| -------------------- | ------------------------------------------ | ------------------------------------------ | ---------------------------------- |
| 500 metros detalhes  | Bonnie Blair USA Estados Unidos            | Christa Rothenburger GDR Alemanha Oriental | Karin Kania GDR Alemanha Oriental  |
| 1000 metros detalhes | Christa Rothenburger GDR Alemanha Oriental | Karin Kania GDR Alemanha Oriental          | Bonnie Blair USA Estados Unidos    |
| 1500 metros detalhes | Yvonne van Gennip NED Países Baixos        | Karin Kania GDR Alemanha Oriental          | Andrea Ehrig GDR Alemanha Oriental |
| 3000 metros detalhes | Yvonne van Gennip NED Países Baixos        | Andrea Ehrig GDR Alemanha Oriental         | Gabi Zange GDR Alemanha Oriental   |
| 5000 metros detalhes | Yvonne van Gennip NED Países Baixos        | Andrea Ehrig GDR Alemanha Oriental         | Gabi Zange GDR Alemanha Oriental   |

## Quadro de medalhas
| Ordem | País                  | Medalha de ouro | Medalha de prata | Medalha de bronze |    |
| ----- | --------------------- | --------------- | ---------------- | ----------------- | -- |
| 1     | GDR Alemanha Oriental | 3               | 6                | 4                 | 13 |
| 2     | NED Países Baixos     | 3               | 2                | 2                 | 7  |
| 3     | SWE Suécia            | 2               |                  |                   | 2  |
| 4     | USA Estados Unidos    | 1               | 1                | 1                 | 3  |
| 5     | URS União Soviética   | 1               |                  | 1                 | 2  |
| 6     | AUT Áustria           |                 | 1                | 1                 | 2  |
| 7     | JPN Japão             |                 |                  | 1                 | 1  |
| TOTAL | TOTAL                 | 10              | 10               | 10                | 30 |